# Mongi Slim

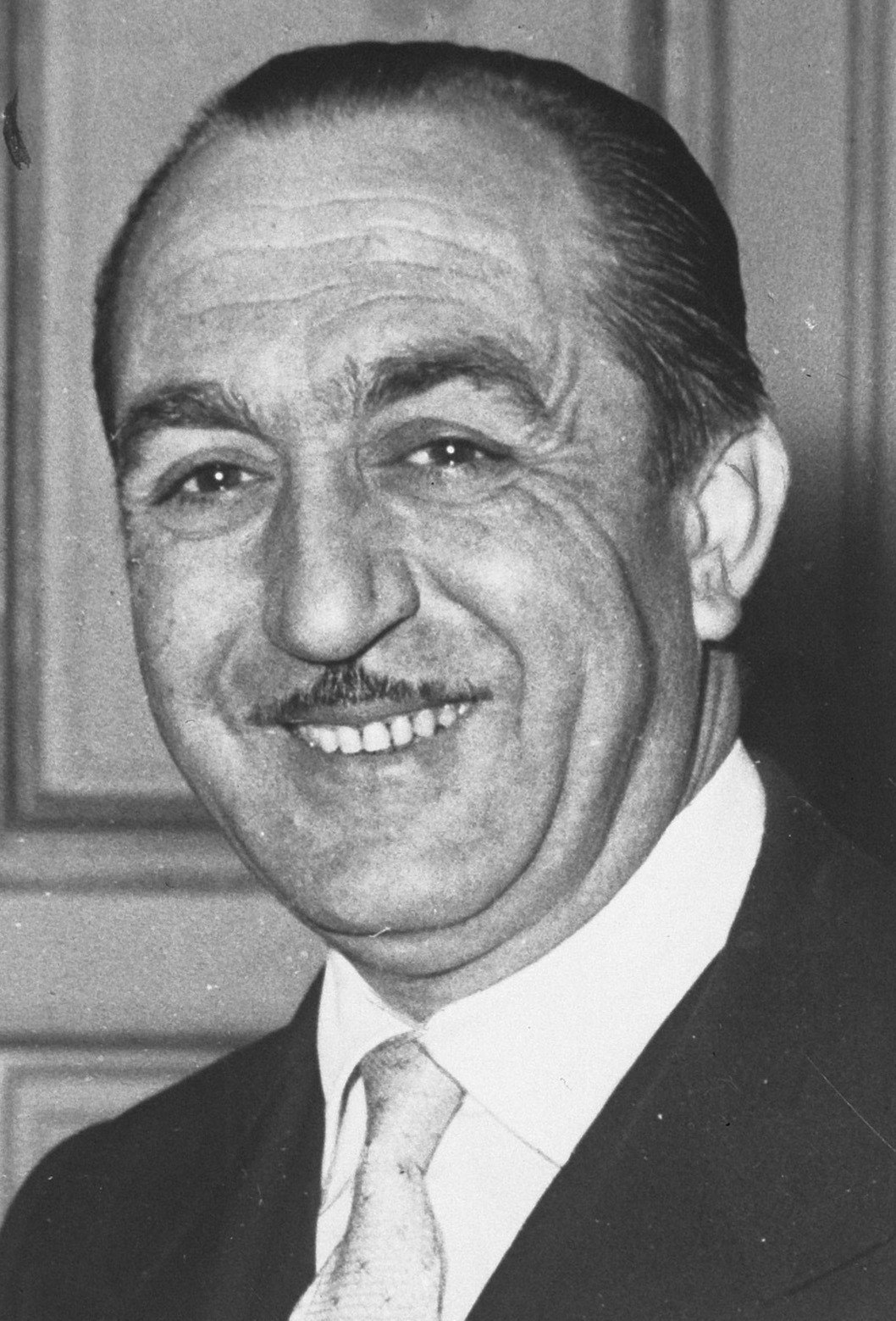
Mongi Slim in 1961

Mongi Slim (Tunis, 1 september 1908 - aldaar, 23 oktober 1969) was een Tunesisch politicus en staatsman.
Slim werd geboren in een voorname familie en studeerde rechten in Frankrijk. Hij werd in 1936 lid van de Néo-Destourpartij en werd een van haar leiders. Hij was een van de onderhandelaars namens Tunesië bij de gesprekken met Frankrijk over onafhankelijkheid. Na de onafhankelijkheid bekleedde hij verschillende ministerposten en diplomatieke ambten onder president en partijgenoot Habib Bourguiba. Op het moment van zijn overlijden, op 61-jarige leeftijd, was Slim minister van Justitie.